# Psilochorus pullulus
Psilochorus pullulus là một loài nhện trong họ Pholcidae phân bố ở Canada và Verenigde.

## Tên đồng nghĩa
- Pholcus pullulus - Thorell, 1877
- Psilochorus pullulus - Simon, 1893
- Theridion pullulum - Hentz, 1850